# Spilogale gracilis
Spilogale gracilis är ett rovdjur i släktet fläckskunkar som lever i västra Nordamerika.

## Kännetecken
Arten påminner i utseende om östlig fläckskunk (Spilogale putorius) men har mer vitt i pälsen. Pälsens färg skiftar mellan svart och vit. Till exempel finns vita fläckar i ansiktet samt vita strimmor och fläckar på ryggen. Även buken är främst vit och svansen har vid spetsen en vit tofs. Klor finns vid alla tår men på de främre extremiteterna är de tydligt längre. Hannar är med en genomsnittlig kroppslängd på 42 centimeter och en vikt omkring 570 gram större än honor som blir ungefär 36 centimeter långa och 370 gram tunga. Därtill kommer svansen som når cirka 13 centimeters längd.

## Utbredning
Denna skunk förekommer i Kanadas sydvästra hörn, i de större delarna av västra USA och fram till centrala Mexiko. 

## Ekologi
Arten föredrar klippiga områden och buskiga flodraviner. Den kan även påträffas i småskog med kraftig undervegetation och buskig ungskog. Arten är inte heller främmande för att leva i närheten av människan, och kan inrätta sitt bo i stenmurar och till och med vindsutrymmen.
Liksom andra skunkar är arten främst aktiv på natten. Individerna lever huvudsakligen ensamma men upp till 20 honor kan ofta dela bon under vintern sova flera dygn. Vilan är dock ingen vinterdvala, exempelvis är hanarna uppe hela vintern. Liksom hos andra skunkar sprutar individerna en illaluktande vätska när de känner sig mycket hotade.

### Föda
Födan utgörs av smågnagare, unga kaniner, fågelägg (speciellt från kalkoner), insekter och skorpioner samt växtdelar som frukter, bär och rötter.

### Fortplantning
Honor blir brunstiga under september då även hanarnas testikelutveckling når sin topp, varefter honan väljer en partner. Som många andra rovdjur har arten fördröjd fosterutveckling; det befruktade ägget hejdar sig i celldelningen och vilar i 180 till 200 dagar som blastula (en liten, ihålig cellboll). Den egentliga dräktigheten varar mellan 210 och 230 dagar. Under senvåren föds två till fem ungar. Ungarna följer oftast sin mor i gåsmarsch vid utflykter. Könsmognaden infaller för honor efter 4 till 5 månader.

## Systematik
Djuret beskrevs 1890 för första gången av Clinton Hart Merriam. Epitet gracilis i det vetenskapliga namnet kommer från latinets ord för smal. 
Förhållandet mellan arten och dess nära släkting, östlig fläckskunk (Spilogale putorius) var länge omstritt; vissa forskare betraktade dem som distinkta arter, andra såg endast Spilogale gracilis som en västlig form av Spilogale putorius. 1966–1968 konstaterade en amerikansk forskare, Rodney A. Mead, att det förelåg skillnader i fosterutvecklingen mellan de två taxonen, vilket kunde tyda på att de var skilda arter, och en DNA-analys utförd 1993 av ett forskarteam lett av den amerikanske biologen Jerry W. Dragoo bekräftade detta.
Vanligen skiljs mellan sju underarter:
- S. g. amphiala (=amphialus) Dickey, 1929 - lever på Channel Islands
- S. g. gracilis Merriam, 1890
- S. g. latifrons Merriam, 1890
- S. g. leucoparia Merriam, 1890
- S. g. lucasana Merriam, 1890
- S. g. martirensis Elliot, 1903
- S. g. phenax Merriam, 1890